# Hep Stars
Hep Stars foi um grupo sueco de rock formado em 1963. Foi um dos grupos pop mais populares dos anos 60 na Suécia. Depois do primeiro single, Kana Kapila (1964), o tecladista original, Hans Östlund, deixou o grupo e foi substituído por Benny Andersson, que mais tarde tornou-se integrante do ABBA. Entre os outros membros do grupo estavam Svenne Hedlund nos vocais, Janne Frisk como guitarrista, Christer Pettersson (morto em 2006) como baterista e Lelle Hegland como baixista. No final dos anos 60 a esposa de Svenne Hedlund, a cantora Charlotte "Lotta" Walker, juntou-se ao grupo.
Svenne Hedlund, Charlotte Walker e Benny Andersson deixaram o grupo em 1969. Svenne e Charlotte formaram o grupo Svenne & Lotta, que fez a música original para o ABBA Bang A Boomerang.
As primeiras músicas dos Hep Stars foram covers, mas em 1966 o grupo teve seu single com uma composição própria: Sunny Girl, de Benny Andersson. No álbum The Hep Stars, em 1966, há uma canção chamada Isn't It Easy To Say, a primeira composição conjunta de Benny e seu novo amigo Björn Ulvaeus, então membro do grupo Hootenanny Singers, que cantava principalmente em sueco. No mesmo álbum há outra música, No Time, escrita exclusivamente por Björn Ulvaeus.